# Famille Schneider
Pour les articles homonymes, voir Schneider.
La famille Schneider est une famille de maîtres de forges qui reprirent au XIXe siècle les aciéries et forges du Creusot. Plusieurs d'entre eux furent ministres ou banquiers.
Le nom de cette famille se prononce traditionnellement Schnedr [ ʃnɛdʁ].

## Histoire
Deux frères lorrains sont à l'origine de la dynastie : Adolphe (1802-1845) et son frère cadet Eugène (1805-1875). Tous deux fils d'Antoine Schneider (1759-1828), ils sont les cousins germains du général et ministre Virgile Schneider (1779-1847).
En 1836 au Creusot, ils fondèrent la société Schneider frères et Cie (Schneider et Cie au décès d'Adolphe). Eugène aura pour successeurs son fils Henri (1840-1898), son petit-fils Eugène II (1868-1942) et son arrière-petit-fils Charles (1898-1960).

## Filiation
- Johan Jacob Schneider (1708-1801), laboureur, puis maître-huilier à Dieuze
  - Christophe Schneider (1747- ?), médecin
    - Virgile Schneider (1779-1847), général, ministre de la Guerre
      - Elfride Schneider (1815-1862), épouse du baron Louis de Latour-Randon, puis du général Viala Charon
      - Elisabeth Schneider (1817-), épouse de Julien Aristide Saisset (dont postérité : Raymond Saisset-Schneider, Maurice Saisset-Schneider, Germaine Saisset-Schneider)
      - Octavie Schneider (1821-1913), épouse d'Alfred Vasse du Saussay (dont postérité : Louis-Virgile-Raoul du Saussay, Gonzague de St-Géniès (1917-1944).

  - Antoine Schneider (1758-1828), maire de Dieuze, notaire royal et conseiller général de la Moselle
    - Clémence Schneider (1801-1855), épouse de Jules Pierrot-Deseilligny (dont postérité : Alfred Deseilligny, Gustave Deseilligny)
    - Adolphe Schneider (1802-1845), maître de forges et homme politique
      - Marie Tullie Schneider (1838-1877), épouse du général Charles Fay
      - Paul Schneider (1841-1916), président des Mines de Douchy, conseiller général d'Indre-et-Loire, maire de Chanceaux-près-Loches
        - Jacques Schneider (1879-1928), industriel, aviateur et mécène créateur de la "Coupe Schneider"
          - Monique Schneider (1908-1995), épouse d'Étienne de Ganay (1899-1990) (fils de Zélie Schneider), membres de l'expédition de La Korrigane
          - Louise-Charlotte Schneider (1912-2012), cofondatrice de la Maison d'Ananie

        - Marie Élisabeth Schneider (1884-1958), épouse d'Armand Gustave Mame (1864-1926), imprimeur et éditeur, descendant d'Alfred Mame (1811-1893), grand éditeur à Tours

    - Eugène I Schneider (1805-1875), maître de forges, ministre du Commerce, député de Saône-et-Loire, président du Corps législatif
      - Félicité Schneider (1839-1891), épouse d'Alfred Deseilligny
      - Henri Schneider (1840-1898), maître de forges, député de Saône-et-Loire
        - Constance Schneider (1865-1935), épouse du marquis François-Pierre de Chaponay (petit-fils de Fortuné Reynaud de Bologne de Lascours) (dont postérité : Nicole de Chaponay (1890-1975), épouse du marquis Antoine de Lévis-Mirepoix (académicien) ; Antoine de Chaponay, marquis de Morancé (1893-1956), époux de la princesse Geneviève d'Orléans (1901-1983) (fille d'Emmanuel d'Orléans et d'Henriette de Belgique))
        - Eugène II Schneider (1868-1942), maître de forges et homme politique, épouse Antoinette de Rafélis de Saint-Sauveur
          - Henri Paul Schneider (1895-1918), aviateur, mort pour la France
          - Jean Schneider (1896-1944), industriel, secrétaire général d'Air France, épouse Françoise de Curel (fille de Paul de Curel (frère de François de Curel) et de Clémentine de Pechpeyrou-Comminges de Guitaut (belle-sœur de Jérôme Ludovic de Solages) et petite-fille d'une de Wendel)
          - Charles Schneider (1898-1960), industriel, épouse Lilian Constantini (1902-1982)
            - Dominique Schneider (1942), écrivaine, nom de plume Schneidre
            - Catherine Schneider (1944), cinquième épouse du réalisateur Roger Vadim (dont un fils, Vania).

          - May Schneider (1902-1999), épouse de Pierre de Cossé, duc de Brissac (1900-1993) (dont postérité : Marie-Pierre de Brissac, écrivain (mariée à Simon Nora, puis à Maurice Herzog) ; Elvire de Brissac, écrivain ; François de Cossé-Brissac, 13e duc de Brissac).

        - Zélie Schneider (1872-1969), épouse de Gérard de Ganay (frère de Jean de Ganay) (dont postérité : Henriette de Ganay (1898-1983), épouse de Jean Lebaudy ; Étienne de Ganay (1899-1990), époux de Monique Schneider (1908-1995, fille de Jacques Schneider), membres de l'expédition de La Korrigane ; Solange de Ganay (1902-2003), épouse du comte Charles de Breteuil)
        - Marguerite Schneider (1876-1969), épouse du marquis Paul Marie Joseph Sauvage de Brantes, général (dont postérité : François de Brantes, marié à la princesse Aymone de Faucigny-Lucinge ; leur fille Anne-Aymone de Brantes, mariée au président Valéry Giscard d'Estaing)
        - Madeleine Schneider (1879-1969), militante catholique et monarchiste, épouse de Jacques Auguste Marie Le Clerc de Juigné

## Alliances
Par le jeu des mariages, plusieurs familles françaises, de l'aristocratie, de l'industrie, de la politique ou des arts, descendent des Schneider ou leur sont apparentées :
- le comte Gustave de Juigné marié à Marie-Adèle[2],[3]
- la maison de Cossé-Brissac (dont Marie-Pierre de Cossé-Brissac, ancienne épouse de Maurice Herzog et de Simon Nora, et sa sœur la romancière Elvire de Brissac)
- la famille de Wendel
- la famille de Ganay (dont Ernest de Ganay)
- la maison d'Orléans
- les Mame de Tours
- les Saint Bris (dont Gonzague Saint Bris)
- les Bourlon de Rouvre
- les Lebaudy (dont Edmée de La Rochefoucauld)
- les Sauvage de Brantes (dont Anne-Aymone Giscard d'Estaing et Emmanuel de Brantes)
- les Kosciusko-Morizet (dont Nathalie Kosciusko-Morizet et Pierre Kosciusko-Morizet)
- les descendants de Jules Guesde[4]

Aujourd'hui, deux femmes de lettres appartiennent à la famille Schneider : Elvire de Brissac et Dominique Schneidre, qui a modifié l'orthographe de son patronyme "afin qu'il soit prononcé correctement". Dominique Schneidre et sa sœur Catherine Schneider sont les dernières personnes à porter le nom de cette famille.

## Hommages
La ville du Creusot compte plusieurs statues édifiées à la gloire de cette famille. Quatre d'entre elles représentent les quatre générations qui ont dirigé la ville et le groupe industriel Schneider et Cie : Eugène 1er, son fils Henri, son petit-fils Eugène II et son arrière petit-fils Charles. Il existe également une statue représentant les quatre enfants d'Eugène 1er : Henri, Jean, Charles et Marie-Zélie et un monument dit "La colonne brisée", dédié à Adolphe Schneider.

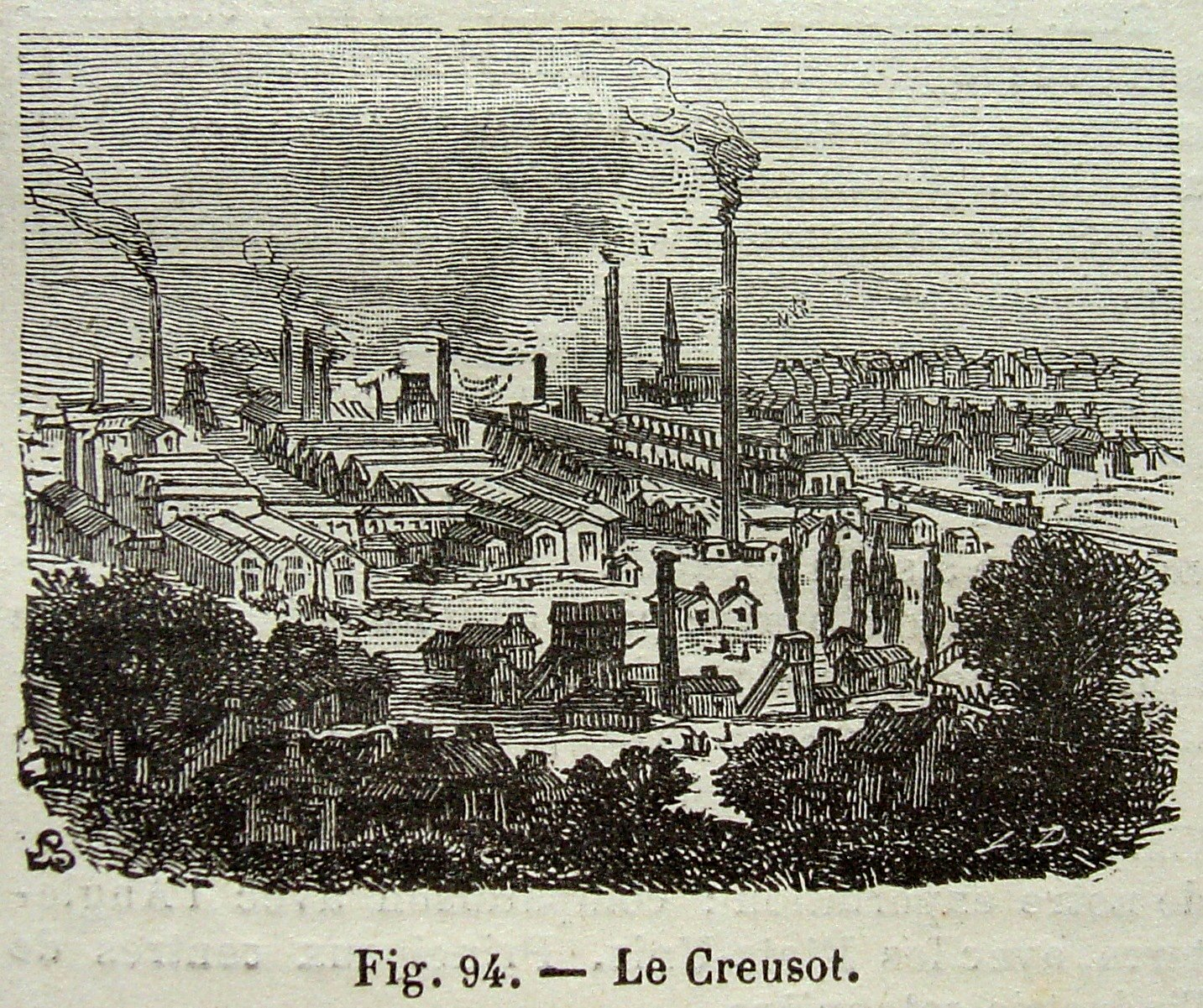
Les usines Schneider au Creusot.
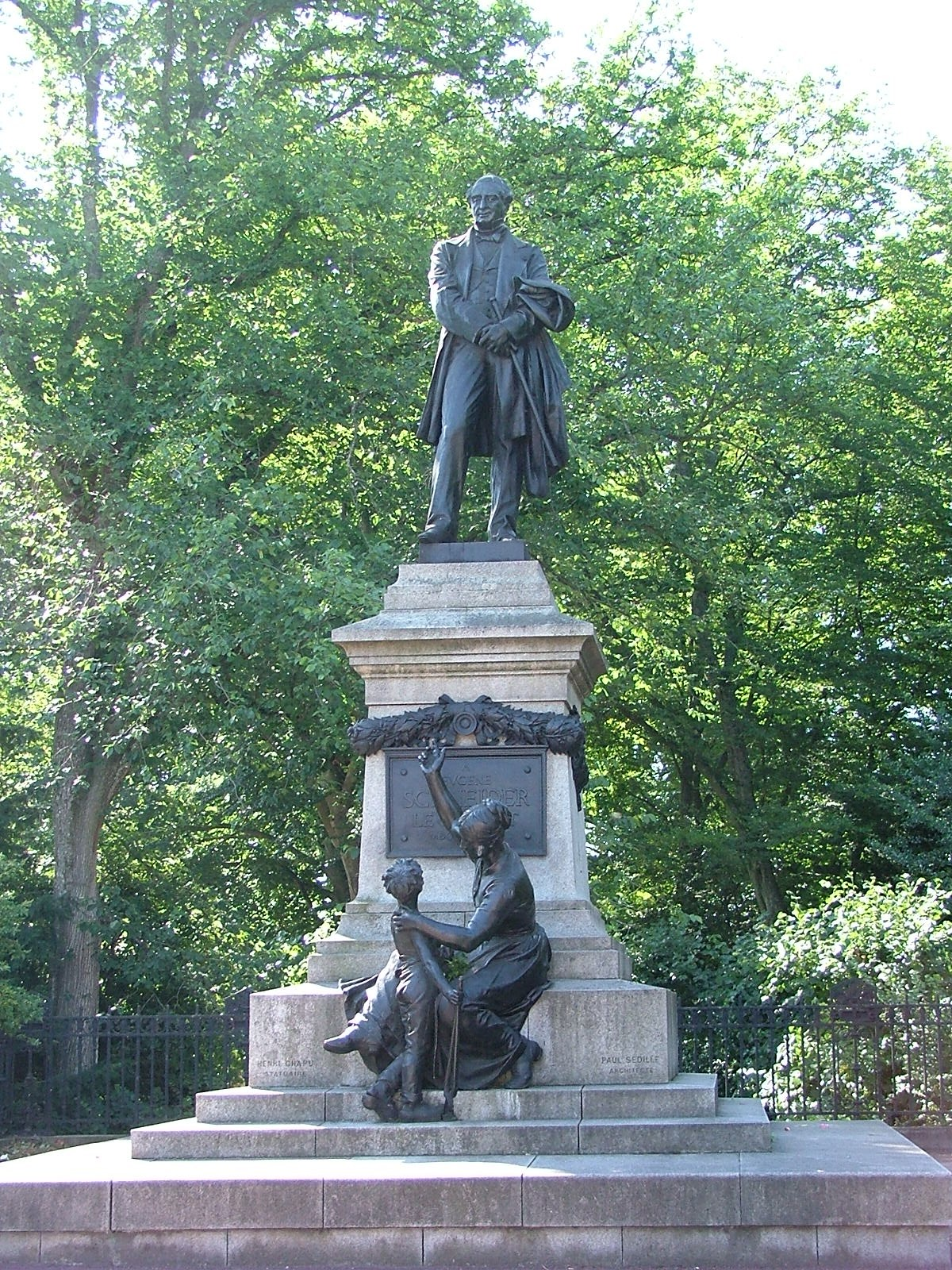
Statue d'Eugène Schneider au Creusot.
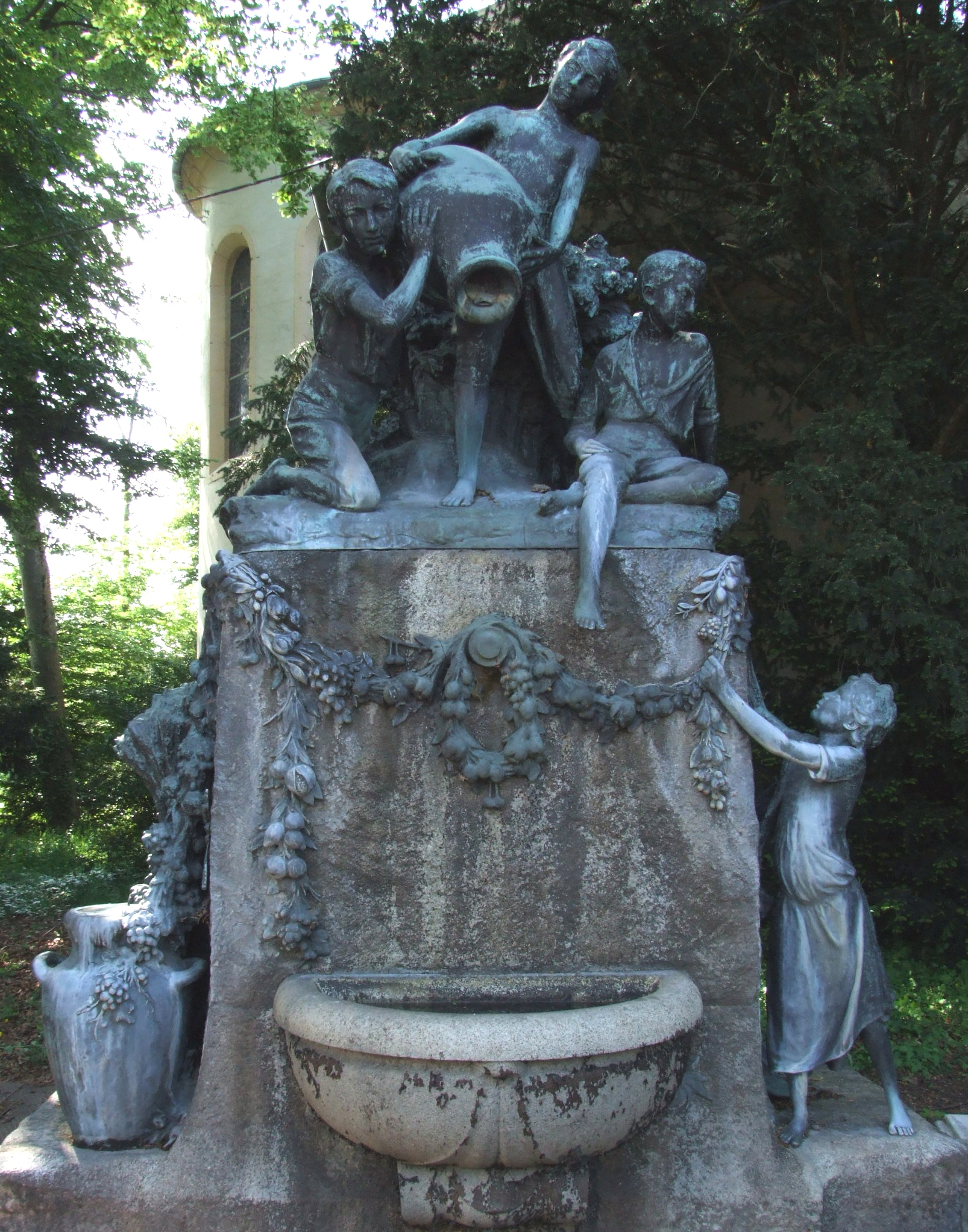
Statue des enfants Schneider au Creusot.
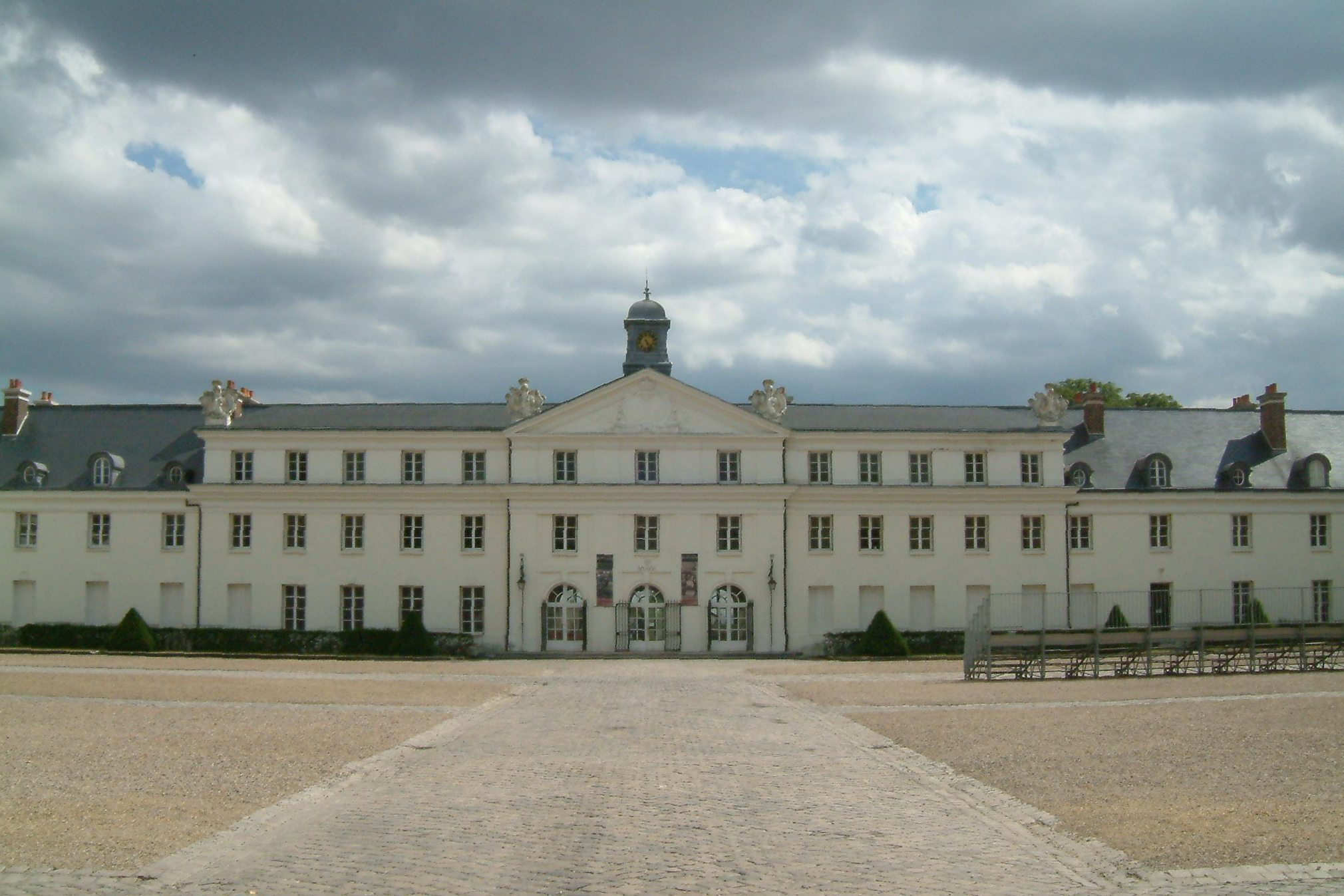
Le château de la Verrerie au Creusot.